# Jor-El
Jor-El est un personnage de fiction appartenant à l'univers de DC Comics. Jor-El est le père biologique de Superman, et le mari de Lara. Il était un scientifique fortement respecté sur la planète Krypton avant sa destruction, un destin qu'il avait prévu, mais dont il n'avait pas pu convaincre ses collègues à temps. 
Jor-El réussit cependant à sauver son fils Kal-El, en l'envoyant dans une fusée de sa fabrication sur la planète Terre juste avant la destruction de Krypton. Après la construction de la Forteresse de la Solitude, Superman a honoré ses parents biologiques décédés par une statue représentant Jor-El et Lara supportant Krypton.
Bien que l'histoire considère qu'il apparaît pour la première fois dans Action Comics #1, il n'y est désigné que par le terme "Un Scientifique". C'est dans un roman des années 1940 que les noms des parents de Superman à savoir Jor-El et Lora, seront publiés pour la première fois. 
Les parents de Superman apparaîtront plusieurs fois dans le comic-strip dédié à Superman avant une entrée officielle dans le comics avec le numéro #53 de la série Superman vol.1 dédié aux origines de Superman à l'occasion de ses 10 ans.

## Biographie

### Versions avant Crisis

#### Krypton-II
Dans l'univers où se trouvait Krypton-II, le père de Superman s'appelait Jor-L et était un génie scientifique avec un intellect fertile et étendu. Il avait entrepris des expériences de grande envergure et avait découvert la Zone Fantôme. Jor-L avait prévu que Krypton exploserait à cause des pressions atomiques exercées sur le noyau de la planète. Il est issu d’une grande famille de scientifiques ayant fait de nombreuses inventions. Il avait deux frères Nim-L, son jumeau et Zor-L, tous les deux de grands scientifiques. 
Outre les sciences, Jor-L avait également étudié les problèmes liés à la guerre, au transport, à la justice criminelle. Il a travaillé au développement d'un sérum capable de prolonger la vie et a effectué une étude télescopique précise de la Terre. Enfin il a mené une recherche archéologique dans les vestiges d'une civilisation morte au fond de la grande mer de Krypton. Il a même obtenu un prix pour ses inventions. 
En raison de son opposition morale à la peine capitale, il a conçu un système par lequel les plus grands criminels étaient exilés dans l'espace dans des capsules où le temps était suspendu. Cette pratique fut abandonnée lorsque Jor-L découvrit la Zone Fantôme, une dimension crépusculaire dans laquelle les criminels pouvaient être bannis.
Ce brillant scientifique obtint un siège au prestigieux conseil scientifique de Krypton et Lora, sa femme, donna naissance à Kal-L à Kryptonopolis, la capitale. Peu de temps après, Jor-L fit la découverte la plus importante de toute sa carrière scientifique : il découvrit que le noyau en uranium de Krypton vieillissait et allait entraîner une réaction en chaîne engendrant un cataclysme planétaire. Bien que manquant de preuves, Jor-L expliqua la catastrophe à venir au conseil de Krypton, mais celui-ci ne le crût pas malgré les premiers grondements qui se faisaient entendre. Il projetait de faire évacuer tous les Kryptoniens sur Terre mais le temps lui manqua et personne ne voulut le croire. Son dernier projet fut donc de sauver son fils. À la hâte, l'enfant en bas âge fut placé dans un vaisseau spatial, enveloppé dans des couvertures jaunes, bleues et rouges et fut envoyé sur Terre. Jor-L et Lara moururent dans l’explosion de Krypton.

#### Krypton-I
Dans l'univers parallèle où se trouvait Krypton-I, l'histoire était presque la même, sauf qu'elle se déroulait à la fin des années 1930 et l'originale à la fin des années 1910. Dans cette réalité, le nom du père de Superman est Jor-El, celui de sa femme Lara, ceux de ses frères Nim-El et Zor-El, et celui de son fils Kal-El.

### AprèsCrisis
Dans la nouvelle version révisée par John Byrne dans la mini-série fondatrice Superman : Man of Steel, Kal-El n'est pas encore né quand il est envoyé dans l'espace, mais encore en gestation dans une matrice. Krypton est un monde dans lequel les relations sexuelles n'existent plus. Alors qu'il envoie son fils dans l'espace Jor-El avoue avoir redécouvert l'amour en voyant Lara.
En 2004, la mini-série Superman: Birthright revisite les origines de Superman avec des éléments de l'Âge d'argent des comics. Dans cette version, Jor-El découvre la Terre d'avant la destruction de Krypton. Quand Superman adulte parvient à communiquer avec ses parents avec le communicateur espace-temps de Lex Luthor, Jor-El et Lara voient leurs fils heureux sur Terre. Après Infinite Crisis, "Birthright" ne fait plus partie de la continuité de DC. Les répercussions de l'Infinite Crisis sur la biographie de Jor-El sont encore inconnues.

### Biographie Alternative
Dans "La Ligue des justiciers : Dieux et Monstres" il n'est pas le vrai père du dernier fils de Krypton, au contraire de son homologue, mais c'est Zod a la place.

## Autres médias

### Dans la série animée
- Dans Superman 1940 "Fleischer Superman cartoons" voix par Nelson Leigh, Challenge of the SuperFriends (1978) SuperFriends.
- Dans la série animée des années 1990 Superman, l'Ange de Metropolis, voix par Christopher McDonald, Jor-El, un savant, découvre que sa planète va bientôt se détruire. Il décide d'en informer les membres du conseil qui se tournent vers leur unité de renseignement : Brainiac. Mais celui-ci leur annonce que Jor-El se trompe. Ce dernier, ne comprenant pas la réaction de Brainiac et se sachant perdu, décide avec sa femme d'envoyer leur fils Kal-El sur Terre.
- Il apparait dans La Ligue des justiciers, La Légende des super-héros.
- Jor-El apparait aussi dans d'autres anime comme "Robot Chicken" voix par Clark Duke & "Futurama" épisode Future Stock (2002) voix par Billy West.

### Cinéma

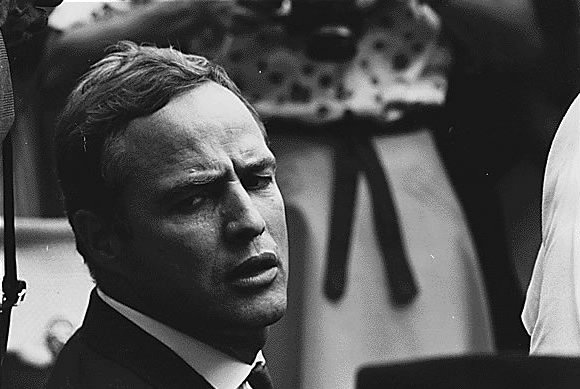
Marlon Brando

- Jor-El, interprété par Marlon Brando dans Superman, apparaît tout d’abord comme un procureur plaidant contre le général Zod à un haut conseil, puis s’opposant farouchement au conseil en les avertissant du danger de l’explosion de Krypton. Le conseil le menace de subir le même sort que Zod s'il ne se tait pas. Jor-El leur promet alors que ni lui ni sa femme ne quitteront la planète.
- Dans Superman Returns, il apparaît dans des images d'archive.
- Dans Man of Steel, la sixième adaptation de Superman sortie le 19 juin 2013, il est interprété par Russell Crowe.
- Dans Superman (2025), il est interprété par Bradley Cooper sous la forme d'un message envoyé avec la capsule.

### Séries télévisées
- Dans Les Aventures de Superman (1952–1958) son rôle joué par Robert Rockwell.
- Dans la série Superboy son rôle joué par Jacob Witkin & George Lazenby.
- Dans la série Loïs et Clark son rôle joué par François Giroday & David Warner.
- Dans Smallville on n’entend que sa voix (on ignore si celle-ci est une manifestation de son esprit ou une duplication technologique de sa mémoire, ses connaissances et sa personnalité), les scénaristes ne pouvant pas, au départ, pour des raisons contractuelles, montrer de Kryptoniens. On le verra dans la saison 9 sous le trait de Julian Sands. Son rôle est assez mystérieux. Il guide son fils vers sa destinée mais ses réactions sont parfois incompréhensibles et détestables pour les humains. La voix de Jor-El dans la série est celle de Terence Stamp qui jouait le rôle de Zod dans Superman: le film et Superman 2.
- Dans Superman and Lois, il est incarné par Angus Macfadyen.